# Coleophora spiralis
Coleophora spiralis é uma espécie de mariposa do gênero Coleophora pertencente à família Coleophoridae.